# Емилия Петканова-Драгиева
Емилия Петканова-Драгиева е българска лекоатлетка.
Родена е на 11 януари 1965 година. Тя участва в няколко международни състезания в края на 80-те години, като най-голямото и постижение е 2,00 метра, с които печели бронзов медал на световното първенство в зала в Индианаполис през 1987 година.